# Hofabgabeklausel
Als Hofabgabeklausel wurde eine Regelung in der Alterssicherung der Landwirte bezeichnet, wonach ein Altersrentenanspruch bis zum 8. August 2018 nur bestand, wenn der Anspruchsberechtigte seinen landwirtschaftlichen Betrieb abgab.
Die Hofabgabeklausel wurde 1957 mit der Alterssicherung der Landwirte eingeführt. Damit wurde das agrarpolitische Ziel verfolgt,
- die frühzeitige Übergabe landwirtschaftlicher Betriebe an junge Landwirte zu fördern um
- einer Überalterung entgegenzuwirken sowie
- eine langfristige Weiterbewirtschaftung landwirtschaftlicher Flächen zu sichern.

Langfristig gesehen förderte diese Klausel das Verschwinden kleinerer Landwirtschaftsbetriebe zugunsten von Großbetrieben.

## Verfassungswidrigkeit
Am 23. Mai 2018 erklärte das Bundesverfassungsgericht (Az.: 1 BvR 97/14 und 1 BvR 2392/14) die Hofabgabeklausel teilweise für verfassungswidrig. Es fehle eine Härtefallregelung für Fälle, in denen der Lebensunterhalt durch Folgen der Klausel nicht gesichert ist, etwa man keinen Nachfolger für den Hof findet oder der Hof nur zu einem derart niedrigen Kaufpreis bzw. Pachtzins abzugeben sei, dass die Einnahmen nicht den Lebensunterhalt sichern. Auch beide Regelungen zum Anspruch auf Altersrente für Ehegatten eines Landwirts – jeweils vor und nach der am 1. Januar 2016 erfolgten Gesetzesänderung – wurden für verfassungswidrig erklärt. Nach der Alt-Regelung war der Rentenanspruch des Ehegatten eines Landwirts davon abhängig, dass er den Hof aufgibt, was gegen den Schutz der Ehe und Familie aus Art. 6 GG verstieß. Mit der Neu-Regelung entfiel diese Voraussetzung. Das ermöglichte es Landwirten, ihren Hof dem Ehegatten zu übergeben, was, wenn jener von der Versicherungspflicht in der Alterssicherung der Landwirte befreit ist, faktisch zum Wegfall der Hofabgabeklausel führe. Dies benachteilige alleinstehende Landwirte unangemessen.
Daher beschloss der Deutsche Bundestag am 30. November 2018, dass Landwirte rückwirkend seit dem 9. August 2018 für Ansprüche auf eine Rente aus der Alterssicherung der Landwirte ihren landwirtschaftlichen Besitz nicht mehr veräußern müssen.